# 消費CAPM
消費CAPM（しょうひキャップエム、英: consumption-based CAPM, CCAPM）とは金融経済学やマクロ経済学における資産価格モデルの一つ。CCAPMとも呼ばれる。効用最大化問題の解としての性質を持ち、消費と金融資産の価格との関係が明示化されているという特徴がある。経済学の理論的には妥当なモデルであるが、標準的なモデルでは実証パフォーマンスが悪いことが知られている。

## 概要
金融市場は完全市場であり、代表的個人で表される消費者の期待効用関数は時間について加法分離的であると仮定する。この時、消費CAPMの下では次の方程式で任意の金融資産 {\displaystyle i} の価格 {\displaystyle p_{i,t}} が決定する。
{\displaystyle p_{i,t}=E_{t}\left[\beta {\frac {u^{\prime }(c_{t+1})}{u^{\prime }(c_{t})}}{\Big (}p_{i,t+1}+d_{i,t+1}{\Big )}\right]}
ただし、{\displaystyle d_{i,t+1}} は {\displaystyle t+1} 時点で金融資産 {\displaystyle i} を保持していることによって得られる利益（株式なら配当、債券ならクーポンなど）であり、{\displaystyle c_{t}} は消費額、{\displaystyle u} は効用関数で {\displaystyle u^{\prime }} はその1階微分、{\displaystyle \beta } は効用の主観的割引率、{\displaystyle E_{t}} は時点 {\displaystyle t} までの情報による期待値となる。上述の式は以下の期待効用最大化問題において最適な消費が満たすべきオイラー・ラグランジュ方程式となる。
{\displaystyle \max _{c}E_{0}\left[\sum _{t=0}^{\infty }\beta ^{t}u(c_{t})\right]}
{\displaystyle {\mbox{subject to }}c_{t}+\sum _{i=1}^{n}p_{i,t}q_{i,t}\leq y_{t}+\sum _{i=1}^{n}(p_{i,t}+d_{i,t})q_{i,t-1}}
ただし、{\displaystyle y_{t}} は時点 {\displaystyle t} における労働所得などの金融市場外からの所得であり、{\displaystyle q_{i,t}} は時点 {\displaystyle t} における金融資産 {\displaystyle i} の保有量である。効用関数が時間について加法分離的とは、{\displaystyle t} 時点での消費の効用への寄与が関数 {\displaystyle u} を用いて、{\displaystyle u(c_{t})} で表され、他の時点の消費に依存しないことを意味する。
{\displaystyle m_{t+1}:=\beta {\frac {u^{\prime }(c_{t+1})}{u^{\prime }(c_{t})}}}
は確率的割引ファクター（英: stochastic discount factor）と呼ばれる。消費CAPMにおける確率的割引ファクターは異時点間の消費の限界代替率を表している。確率的割引ファクターを用いて消費CAPMの方程式を表現すると、
{\displaystyle p_{i,t}=E_{t}\left[m_{t+1}{\Big (}p_{i,t+1}+d_{i,t+1}{\Big )}\right]}
となる。ここで、{\displaystyle t+1} 時点における金融資産 {\displaystyle i} のトータルリターンを {\displaystyle R_{i,t+1}={\frac {p_{i,t+1}+d_{i,t+1}-p_{i,t}}{p_{i,t}}}} 、安全利子率を {\displaystyle r_{\mathrm {f} ,t+1}} とすれば、消費CAPMより
{\displaystyle E_{t}[R_{i,t+1}]-r_{\mathrm {f} ,t+1}=-(1+r_{\mathrm {f} ,t+1})\mathrm {Cov} _{t}(m_{t+1},R_{i,t+1})}
が成り立つ。また市場ポートフォリオのトータルリターンを {\displaystyle R_{\mathrm {m} ,t+1}} とすれば、
{\displaystyle E_{t}[R_{i,t+1}]-r_{\mathrm {f} ,t+1}={\frac {\mathrm {Cov} _{t}(m_{t+1},R_{i,t+1})}{\mathrm {Cov} _{t}(m_{t+1},R_{\mathrm {m} ,t+1})}}{\Big (}E_{t}[R_{\mathrm {m} ,t+1}]-r_{\mathrm {f} ,t+1}{\Big )}}
も成り立ち、CAPMと似た関数形で表現できる。もし、確率的割引ファクターと市場ポートフォリオのトータルリターンの相関係数が1もしくは-1ならばこの式はCAPMと同じになる。
特に効用関数 {\displaystyle u} はCRRA型効用関数を想定する場合が多い。その際、相対的リスク回避度を {\displaystyle \gamma } とすると、確率的割引ファクターは
{\displaystyle m_{t+1}=\beta \left({\frac {c_{t+1}}{c_{t}}}\right)^{-\gamma }}
となる。

## 背景
消費CAPMはCAPMなどが持つ理論的な問題点を克服するモデルとして、ロバート・ルーカスや Mark Rubinstein, Douglas Breeden らによって定式化がなされた。従来のCAPMは、例えばRollの批判が指摘するように、実用上は金融資産のみの配分を最適化したポートフォリオと見なされ、人的資本などの非金融資産に対する視点が欠落していた。そこで消費CAPMは消費を通じた効用最大化問題の解として資産価格を特徴づけ、非金融資産への配分も含めた消費者の意思決定を描写するモデルとなっている。

## 消費CAPMの実証的問題点
消費CAPMはミクロ経済学やマクロ経済学で標準的な効用最大化と一般均衡から導出される資産価格モデルである。よって確固たるミクロ的基礎づけを持っているという点でルーカス批判などで指摘される問題を克服しており、理論的には経済学のパラダイムと整合的なモデルになっている。しかし、ファイナンスの既存モデルに比べて著しく実用性に欠けるということが数々の実証研究によって明らかにされている。以下ではそれらの実証研究によって明らかにされた消費CAPMの持つ実証的問題点を述べる。特に以下で問題となっているのは、完全市場において、単一の代表的個人で消費者が表され、効用関数が時間について加法分離的であり、CRRA型効用関数を用いた場合の消費CAPMである。

### エクイティプレミアムパズル
Rajnish Mehra とエドワード・プレスコットによって発見されたエクイティプレミアムパズルとは、現実の株式のリスクプレミアムが、消費CAPMで想定される理論的な値に比べて著しく大きいという問題である。消費CAPMにおいて効用関数を相対的リスク回避度 {\displaystyle \gamma } のCRRA型効用関数であるとする。また市場では収益率 {\displaystyle R_{t}} の株式と利子率 {\displaystyle r_{\mathrm {f} ,t}} の安全資産のみが取引されているとする。ここで {\displaystyle x_{t+1}=c_{t+1}/c_{t}} とする。さらに {\displaystyle \log x_{t+1}} は正規分布に従うとする。すると、以下の等式が成立する。
{\displaystyle \log r_{t+1}=-\log \beta +\gamma E[\log x_{t+1}]-{\frac {1}{2}}\gamma ^{2}\mathrm {Var} (\log x_{t+1})}
{\displaystyle \log E[R_{t+1}]-\log r_{t+1}=\gamma \mathrm {Var} (\log x_{t+1})}
{\displaystyle E[\log x_{t+1}],\mathrm {Var} (\log x_{t+1})} はそれぞれ消費の対数成長率の平均と分散なのでデータから計算可能である。消費者の選好にかかわるパラメータ {\displaystyle \beta ,\gamma } については、他の経済学の分野における研究により妥当な値とされる {\displaystyle \gamma =10,\beta =0.99} とする。これらの選好パラメータの数値と1889年から1978年にかけての米国における消費成長率から理論的な株式のリスクプレミアムを計算すると1.4%となる。これは1889年から1978年にかけての米国株式のリスクプレミアムの平均が6.18％であることを考えると著しく小さく、消費CAPMでは株式の期待リターンを正しく捉えられていないことが分かる。
{\displaystyle \beta =0.99} のままで、実際の株式のリスクプレミアムと整合的な {\displaystyle \gamma } を求めるとその値は50を超える。相対的リスク回避度が50以上というのは、他の経済学の分野における相対的リスク回避度についての知見とまったく整合的ではない。

### GMMを用いたアプローチ
ラース・ハンセンと Kenneth Singleton は一般化モーメント法(GMM)と呼ばれる計量経済学的手法を用いて消費CAPMの妥当性を検証している。彼らはデータから観測できないパラメータである時間割引率 {\displaystyle \beta } と相対的リスク回避度 {\displaystyle \gamma } をGMMによって推定した。彼らの推定結果は、パラメータ自体は他の経済学の分野の知見と整合的な推定値となったが、過剰識別検定が棄却される結果となった。過剰識別検定が棄却されるという事は、元々のモデルが誤っている可能性が高いことを意味している。つまり消費CAPMは支持されないということを彼らの実証結果は物語っている。

### CAPMとの比較
グレゴリー・マンキューと Matthew Shapiro は資本資産価格モデル(CAPM)と消費CAPMの実証パフォーマンスを比較している。彼らは1959年から1982年までの464個の米国株の四半期リターンを用いて比較を行ったが、消費CAPMはCAPMに比べてその実証パフォーマンスは非常に劣る結果となった。詳述すれば、CAPMのベータがリターンの変動をほとんど説明し、消費CAPM由来の効果は全く観測されない結果となった。
これらの消費CAPMの問題点は米国のみに限らず、日本でも見られる。

## 消費CAPMの発展
上述のように消費CAPMは実証的には様々な問題点がある資産価格モデルである。しかし、上述の結果は、完全市場において、単一の代表的個人で消費者が表され、効用関数が時間について加法分離的であり、さらにCRRA型である場合の消費CAPMについての問題点である。よってこれらの仮定を緩めることで、消費CAPMが持つ理論的優位性を保持しつつ、さらに実証パフォーマンスにも優れたモデルを構築する試みが行われている。具体的には時間についての加法分離性やCRRA型効用関数の仮定を緩めた習慣形成モデルやエプスタイン–ジン型効用関数モデルなどが提案され、それらのモデルにおいては実証パフォーマンスの改善が見られている。